# Prix Meša-Selimović

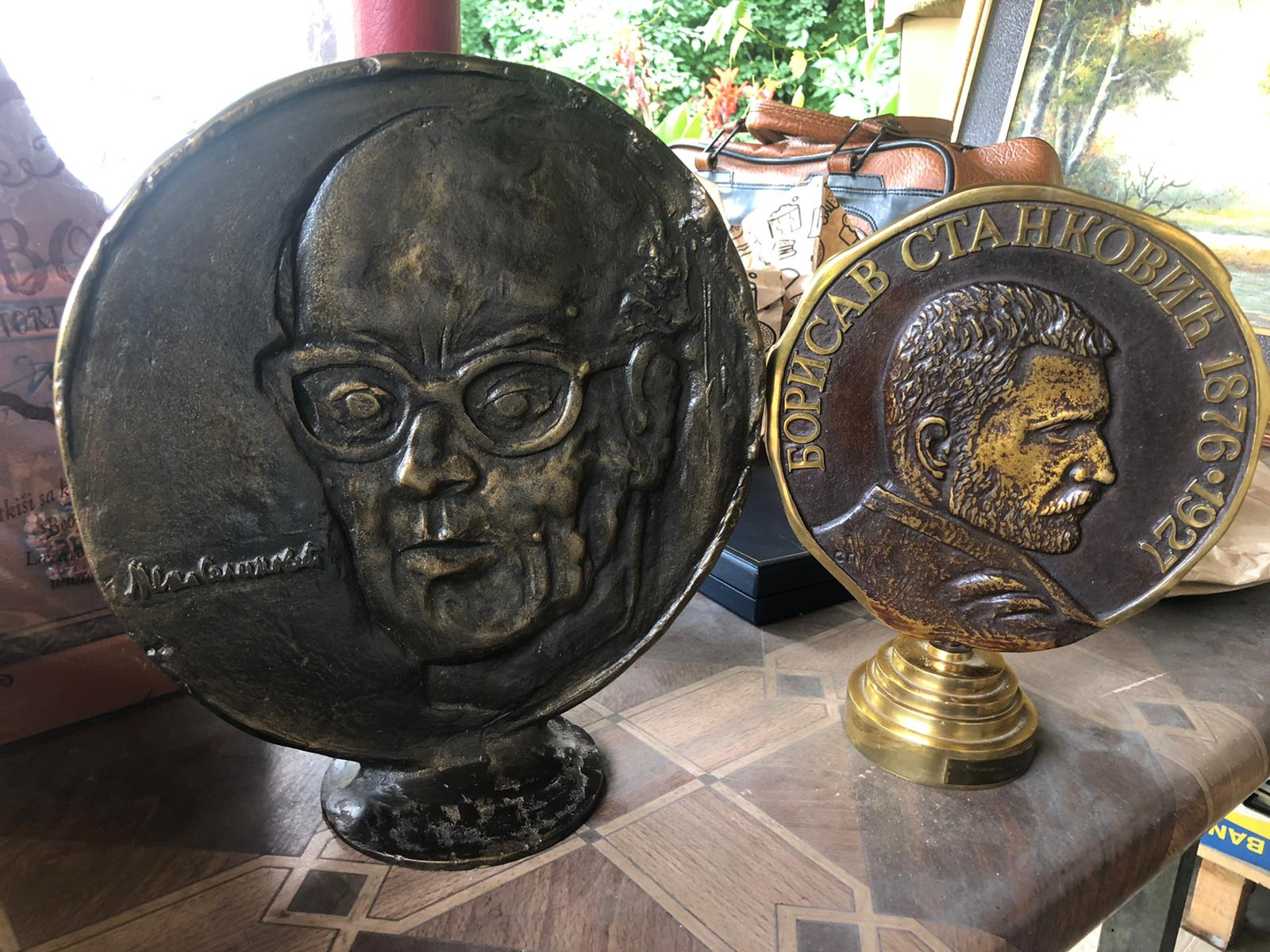
Prix Meša Selimović et Borisav Stanković légué par l'écrivain lauréat Danilo Nikolić à la Société internationale Adligat à Belgrade (Serbie)

Le prix Meša-Selimović (en serbe cyrillique : Награда Меша Селимовић ; en serbe latin : Nagrada Meša Selimović) est un prix littéraire serbe créé en 1988. Il honore la mémoire de l'écrivain Meša Selimović. À l'origine, il était décerné au meilleur roman de l'année par le journal Večernje novosti et par l'Association des éditeurs et des libraires de la Serbie et du Monténégro ; depuis 2006, il est décerné au meilleur roman ou recueil de poésie par le journal et par l'Association des éditeurs et des libraires de la seule Serbie.

## Lauréats
Les lauréats du prix sont les suivants :
- 1988 : Dubravka Ugrešić pour Forsiranje romana rijeke (L'Offensive du roman-fleuve) et Milorad Pavić pour Predeo slikan čajem (Paysage peint avec du thé)
- 1989 : Slobodan Selenić pour son roman Timor mortis
- 1990 : Svetlana Velmar-Janković pour Lagum
- 1991 : Radoslav Bratić pour Strah od zvona
- 1992 : Ivan V. Lalić pour Pismo
- 1993 : Radoslav Petković pour Sudbina i komentari
- 1994 : Dragan Jovanović Danilov pour Živi pergament
- 1995 : Antonije Isaković pour Gospodar i sluge
- 1996 : Dobrica Ćosić pour Vreme vlasti (Le Temps du pouvoir)
- 1997 : Goran Petrović pour Opsada crkve Svetoga Spasa
- 1998 : Dobrilo Nenadić pour Despot i žrtva
- 1999 : Milosav Tešić pour Sedmica
- 2000 : Radovan Beli Marković pour Liminacija u ćelijama
- 2001 : Danilo Nikolić pour Jesenja svila
- 2002 : Rajko Petrov Nogo pour Nedremano oko
- 2003 : Vojislav Karanović pour Svetlost u naletu
- 2004 : Stevan Raičković pour Fascikla 1999/2000
- 2005 : Miro Vuksanović pour son roman Semolj zemlja
- 2006 : Novica Tadić pour son recueil de poèmes Neznan
- 2007 : Dragan Velikić pour son roman Ruski prozor[1]
- 2008 : Petar Sarić pour son roman Sara et Vladimir Kecmanović pour son roman Top je bio vreo[2]
- 2009 : Živorad Nedeljković pour son recueil de poèmes Ovaj svet (Ce monde)[3]
- 2010 : Vladan Matijević pour son roman Vrlo malo svetlosti[4]
- 2011 : Dejan Aleksić pour son recueil de poèmes Jedino vetar[5]
- 2012 : Aleksandar Gatalica pour son roman Veliki rat[6]
- 2013 : Ivan Negrišorac pour son recueil de poèmes Kamena čtenija et Slobodan Vladušić pour son roman Mi, izbrisani[7]
- 2014 : Enes Halilović, pour son recueil de poèmes Zidovi[8],[9]